# Marco Rossato
Marco Rossato (Vicenza, 9 settembre 1974) è un velista italiano.

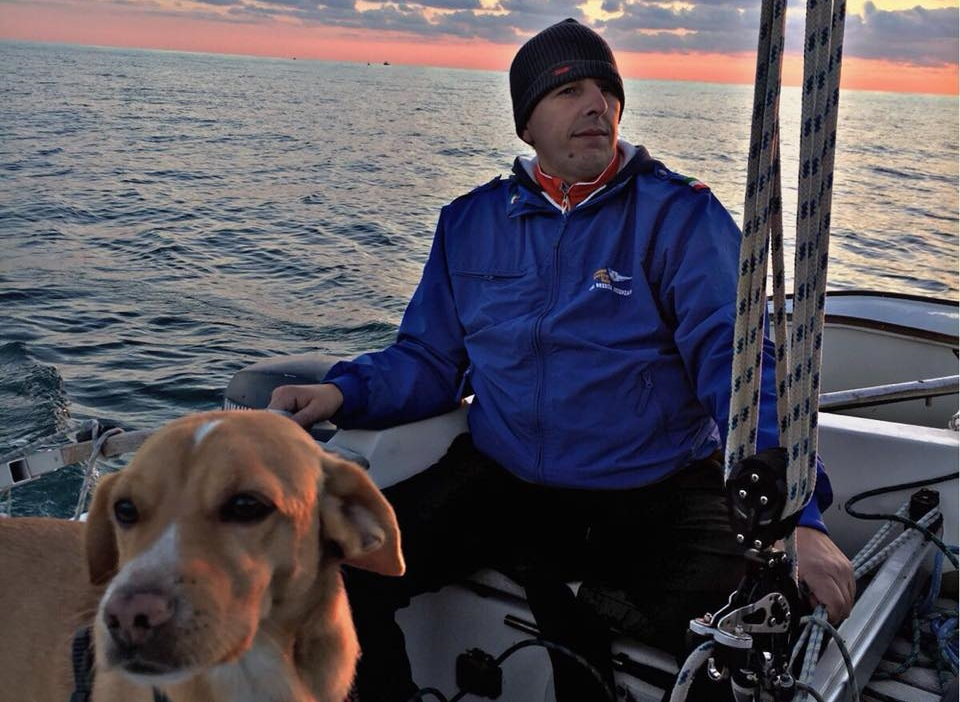
Marco Rossato in compagnia del cagnolino Muttley.

Rossato è il primo paraplegico riuscito nell'impresa di circumnavigare l’Italia in solitaria, da Venezia a Genova. 

## Biografia
Marco Rossato è nato il 9 settembre 1974 a Vicenza. Da sempre appassionato del mare inaugura la sua carriera in barca a vela nel 1998 al largo delle coste cubane. 
Nel 2001 un grave incidente in moto ha radicalmente cambiato la sua vita, costringendolo a rimanere sulla sedia a rotelle. Questo evento non diventerà per lui un limite ma segnerà un punto di partenza per nuovi traguardi, non solo nella vita ma anche nel mondo velistico. Nel lungo periodo di convalescenza trascorso in ospedale, egli impiega parte del tempo nella ricerca di una scuola vela adatta alle sue nuove esigenze, trovandola nella scuola di vela e di navigazione Sabaudia nel Circeo, fondata da Luigi Zambon e sua moglie Gabriella, unica in Italia.

## Carriera
Tra i ruoli di maggiore importanza ricoperti nel mondo delle vela si ricordano:
- dal 2005 al 2017: presidente e fondatore del “SailAbility Onlus”, scuola di vela presso la quale svolge anche il ruolo di istruttore di vela;
- dal febbraio 2015 al dicembre 2017: segretario nazionale della classe HANSA italiana, classe di imbarcazioni paralimpiche;
- dal gennaio 2018 al dicembre 2019: presidente dell’AICH (Associazione Italiana Classe HANSA);
- dal marzo 2017: vicepresidente e fondatore de “I Timonieri Sbandati A.S.D.”, associazione che si occupa di scuola di vela d’altura per soggetti disabili, ma che comprende anche attività di vela a sostegno di progetti ambientali, attività di conoscenza dell’arte della vela nelle scuole, partecipazione a regate nazionali ed internazionali, attività didattiche nelle scuole e negli ospedali pediatrici e riabilitativi.

### Imprese e Partecipazioni
Tra le maggiori imprese e partecipazioni ad eventi e gare sportive si ricordano:
- 2005: World Championship I.F.D.S. Hansa Class Libery Single Person - singolo, ruolo di timoniere (7º classificato);

- 2013-2018: Campionati Italiani - Regata Zonale - Campionati Interregionali - in doppio, ruolo di timoniere;

- 2016: Plenilunio - Regata in notturna sul Lago di Garda - 6 persone, ruolo di timoniere/skipper;

- 2016: 48ª Barcolana - 6 persone, ruolo di timoniere/skipper (541ª posizione su 1740 partecipanti);

- 2018: Giro d’Italia - in solitaria, ruolo di timoniere/skipper (prima circumnavigazione di un paraplegico);

- 2018: Barcolana Classic - 12 persone, ruolo di timoniere/skipper (5º classificato);

- 2018: 50ª Barcolana - 12 persone, ruolo di Grinder & Tailer (206ª posizione su 2689 partecipanti);

- 2019 (REGATA MARIPERMAN): Vele d’epoca (La Spezia) - 12 persone, ruolo di timoniere;

- 2019 (REGATA VELE STORICHE DI VIAREGGIO): XV Vele Storiche Viareggio; 16 persone, ruolo di timoniere (3º classificato).

### Il Viaggio
Ciò che lo porta alla notorietà è stata l’impresa compiuta nel 2018, anno in cui ha circumnavigato l’Italia in solitaria su “Foxy Lady”, un trimarano a vela di 8 m, inizialmente realizzato per i laghi del nord Europa e non per i mari Italiani, accompagnato solo dal suo fedele amico a quattro zampe Muttley..Il viaggio è iniziato il 22 aprile 2018 dall’Arsenale di Venezia ed è terminato, tra mille difficoltà, il 22 settembre 2018 a Genova, percorrendo 1648 miglia lungo le coste italiane, facendo tappa in 60 porti, tra cui Chioggia, Ravenna, Rimini, Reggio Calabria, Napoli, Livorno, La Spezia e Chiavari. 
Durante tutto il viaggio, navigando entro le 6 miglia, non si è servito di particolari attrezzature, ma soltanto di un app sul cellulare, per la navigazione, e di una radio, per comunicare l’entrata nei vari porti.
Questa iniziativa rientra nell’ambito del progetto “TRI Sail4All”, i cui obiettivi principali sono la divulgazione dei diritti dei disabili della Convenzione ONU, stimolare l’autonomia e ritrovare l’autostima, rilevare lo stato dell’accessibilità delle aree portuali italiane, sensibilizzare sui limite della patente nautica per i disabili e svolgere una campagna di sensibilizzazione ambientale sui nostri mari in collaborazione con le sezioni della Lega Navale Italiana.

### Partecipazione ad Ulteriori Progetti
Tra gli altri progetti si ricordano:
- 2003: Progetto “Sabaudia Prima” (progettazione e realizzazione) nel ruolo di progettatore e tester: realizzazione Sloop 12mt accessibile e conducibile da persone costrette sulla sedia a rotelle;
- 2005: Progetto “IdeaArgo” nel ruolo di partner, collaboratore e tester;
- 2017: Progetto “Refit Tiramano Dragonfly Swing Wing 800” nel ruolo di project manager;
- 2019: Progetto “Refit totale Sintesi30 - Tornavento” nel ruolo di project manager.

## Pubblicazioni
Nel 2019 Marco, con l’aiuto della giornalista Simona Merlo, scrive il suo libro intitolato Cambio rotta: io e Muttley 1648 miglia sotto costa in cerca di porti senza barriere, pubblicato dalla casa editrice Ugo Mursia Editore, in cui descrive la sua avventura, cercando di sensibilizzare l’opinione pubblica sia sui diritti dei disabili che sui livelli allarmanti di microplastiche disperse nei nostri mari.